# Phreatia leucostachya
Phreatia leucostachya är en orkidéart som beskrevs av Rudolf Schlechter. Phreatia leucostachya ingår i släktet Phreatia och familjen orkidéer. Inga underarter finns listade i Catalogue of Life.